# Calicynorta bimaculata
Calicynorta bimaculata is een hooiwagen uit de familie Cosmetidae. De wetenschappelijke naam van Calicynorta bimaculata gaat terug op Banks.